# Napoleón (juego de naipes)
Napoleón o Nap es un sencillo juego de bazas en el que los jugadores reciben cinco cartas cada uno. Inmediatamente después, realizan apuestas por ver quién se lleva la mayor cantidad de bazas. Aquel jugador cuya apuesta supera a las demás, o si los demás pasan, se convierte inmediatamente en el declarante, los demás jugadores deben impedir que el declarante cumpla el contrato con el triunfo elegido por él. Se trata de un familiar simplificado de Euchre y tiene muchas variantes en el Norte de Europa. El juego es célebre en Inglaterra desde hace doscientos años y ha resultado en la expresión en jerga «to go nap», para referir cualquier situación en la que se obtienen cinco elementos de cualquier cosa. Puede que tenga menos popularidad que antes, pero se sigue jugando en ciertas partes del sur de Inglaterra y en Strathclyde. Su nombre puede provenir del Gran Napoleón III.

## Historia

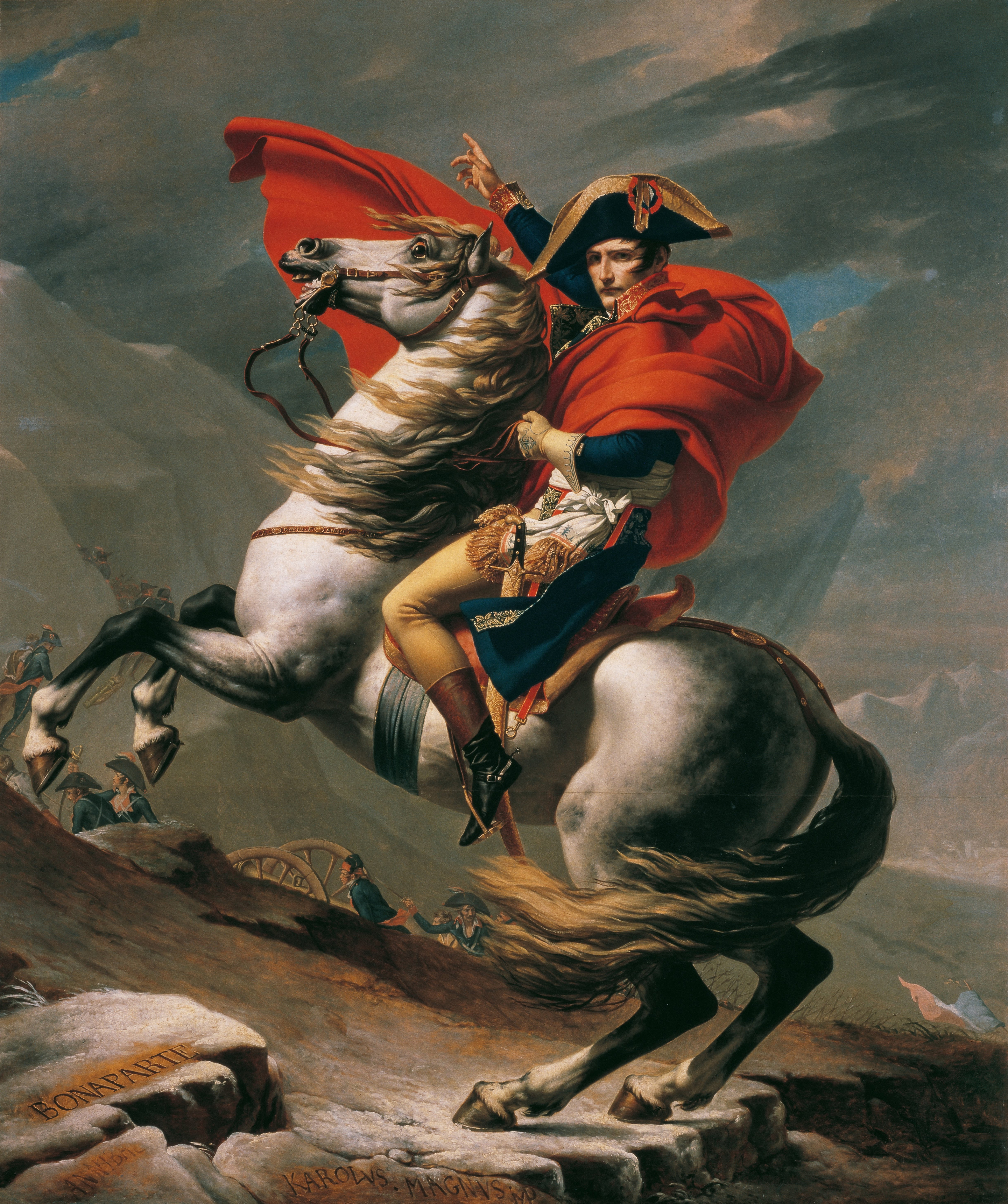
El nombre del juego proviene del General Francés.

Aparece por primera vez al final del siglo XIX, creyéndose que su introducción en los Estados Unidos fue alrededor de 1865 aunque hay registros anteriores del juego en el que se apostaban grandes sumas de dinero. Su nombre proviene del Gran Napoleón III.

## Reglas
En la primera versión que se conoce del juego este consiste simplemente en repartir cinco cartas a cada jugador. Después del reparto, estos apuestan por turnos cuántas bazas son capaces de ganar. El jugador de la izquierda del dador es el que abre la subasta y, después, cada jugador opta por apostar una baza más que el anterior jugador o pasar al siguiente jugador la ocasión de apostar, teniendo en cuenta que solo se permite una ronda de apuesta. La apuesta máxima, y de donde viene el nombre al juego, se hace llamar Napoleón, que consiste en llevarse las cinco bazas. El jugador con la apuesta más alta es el primero en salir y en decidir, con la primera carta que juega, el palo del triunfo, los demás jugadores deben asistir al palo, si tuvieran, si no, pueden optar por utilizar un triunfo o descartar cualquier carta. El ganador de la baza anterior es el que inicia la siguiente. Las cartas no se agrupan en un montón o pila sino que se mantienen boca arriba delante de cada jugador que la haya utilizado, salvo por la carta ganadora, que es la única que se voltea encima de la mesa.
Esta es la forma más simple de Napoleón, que requiere como único requisito que los jugadores juzguen el valor de sus manos teniendo en cuenta los jugadores y las apuestas hechas previamente.

### Preparación
Nap es un juego al que es mejor jugar con un número de jugadores variable de cuatro a cinco utilizando una baraja inglesa de veintiocho a cincuenta y dos naipes. Si se encuentran cuatro jugadores en la mesa, se utilizan de veintiocho a treinta y dos cartas, si son cinco, de treinta y seis a cuarenta. Cuando se encuentran seis jugadores en la mesa el dador no se reparte a sí mismo. Sin embargo, recibe o paga tantos puntos como los demás jugadores, como si estuviese jugando.
En cada palo la prelación de cartas es desde el as hasta la carta más baja que se encuentre en el mazo de cartas. El dador reparte cinco cartas a cada jugador. El reparto y el carteo son en sentido horario así como el turno para abrir la subasta después de cada mano.

### Elección del dador
Los jugadores levantan una carta del mazo para decidir quién es el primero dador. El jugador con la carta más baja es el primero en repartir las cartas a los jugadores. En este caso el as queda debajo del dos, es decir; as, dos, tres, etc.

### Mezcla y corte
Después de barajar, el mazo es cortado por el jugador que está a la derecha del dador. El corte debe dejar al menos cuatro cartas en cada parte del mazo.

### Reparto
Cada jugador recibe cinco cartas, primero en grupos de tres y luego en grupos de dos al mismo tiempo.

### Subasta de cuatro o cinco jugadores
La subasta se abre por el jugador que está a la izquierda del dador, y continúa hacia la izquierda, en sentido horario, hasta acabar en el dador. Cada jugador tiene permitido apostar únicamente una vez y su apuesta debe superar la anterior o pasar al siguiente jugador el turno de apuesta.
| Apuesta                    | Cantidad de bazas                                                                  | Bonificación                                   | Penalización                                           |
| Tres                       | 3/5                                                                                | Un punto por cada baza apostada al declarante. | Un punto por cada baza apostada a los demás jugadores. |
| Cuatro                     | 4/5                                                                                | Un punto por cada baza apostada al declarante. | Un punto por cada baza apostada a los demás jugadores. |
| Napoleón o Bonaparte o Nap | 5/5-El declarante abre el carteo con el triunfo más bajo primero.                  | Diez puntos de cada jugador al declarante.     | Diez puntos a cada jugador del declarante.             |
| Wellington                 | 5/5-El declarante abre el carteo con la carta más baja sin ser de palo de triunfo. | Veinte puntos de cada jugador al declarante.   | Diez puntos a cada jugador del declarante.             |

### El carteo
El apostante que gana la subasta con la apuesta más alta abre el carteo y la carta con la que abre se convierte inmediatamente en el palo del triunfo. Los demás jugadores asisten al palo, si pueden, si no pueden, utilizan cualquier carta. Gana la baza con el triunfo más alto, si no hay triunfo en la baza entonces gana la carta de valor más alto. El ganador de la baza abre la siguiente.

#### Puntos
Normalmente, Napoleón se juega por pequeñas apuestas, distribuyéndose un número igual de fichas a cada jugador. También es posible jugar por dinero —como en Penny nap, donde cada baza vale un penique—. Si el ganador de la subasta consigue realizar su apuesta, cada jugador oponente debe pagarle, aunque no importa si consigue más bazas de las apostadas. Si pierde, el jugador o declarante, paga a los demás jugadores pero solo por las bazas que apostó antes del carteo. Si la apuesta es menor de cinco y el declarante consigue cumplir el contrato, cada jugador paga un punto por baza al declarante. Si por el contrario, el declarante no consigue su contrato, este debe pagar un punto por baza a cada jugador. Si la apuesta es Napoleón, el declarante, si consigue el contrato, recibe de cada jugador diez puntos, por el contrario, si no lo consigue, paga cinco puntos a cada jugador. 

#### Penalizaciones
Cuando alguien no sigue el palo que se pide se considera que «renuncia». Un jugador que haya renunciado y haya ganado la subasta debe pagar a los jugadores como si hubiese perdido. Uno de los otros jugadores que renuncie debe pagar al declarante la cantidad de puntos que hubiera ganado. En el último caso, los demás jugadores no pagan nada al declarante, el juego se abandona y se empieza de nuevo otra mano.

## Apuestas adicionales y variaciones
Apuestas adicionales
- Mis

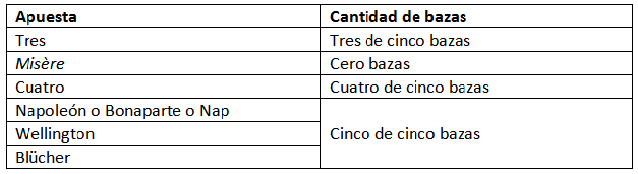
Las apuestas de Napoléon ordenadas de menor a mayor.

Mis, Misère o Mysery es una apuesta por la que el declarante se compromete a perder todas las bazas. Se encuentra situada después de la apuesta de tres bazas y antes de la de cuatro. En esta apuesta, una adaptación de Solo Whist, no hay palo del triunfo. Aunque algunos jugadores juegan con palo de triunfo incluido.
- Wellington

Wellington es una apuesta por la que el declarante se compromete a ganar las cinco bazas pero este debe abrir el carteo con la carta de palo de triunfo más baja. Las apuestas, si pierde, doblan la cantidad de Napoleón, y solo puede ser apostada cuando alguien ha hecho Napoleón previamente en la misma subasta. Se introdujo en el juego por card-sharpers, quienes lo utilizaban para hacer una apuesta después de Mr. Jugging, y este, atraído por la novedad, introdujo esta modalidad en las partidas con sus amigos. El declarante gana veinte puntos de cada jugador o pierde diez por cada jugador, abonados a sus puntuaciones respectivas.
- Blücher

Blücher es otra de las apuestas utilizadas para ganar las cinco bazas pero solo si antes se ha apostado Napoleón y Wellington. El declarante gana treinta puntos de cada jugador o pierde quince por cada jugador que deberán ser sumados a la puntuación de los demás jugadores.
Variaciones

El comodín, utilizado en alguna variante, se utiliza como la carta de triunfo más alta.

Algunas variaciones permiten la apuesta de dos como mínima apuesta, otras permiten la inclusión del comodín, en este caso, cuenta como el triunfo más alto y en Misère —ver arriba— como el único triunfo. Además también existen otras variaciones en relación con las apuestas; cada jugador aporta un punto o ficha a un monto central. El primer jugador que consiga apostar y conseguir cinco bazas gana el monto. En cuanto a las cartas, cada jugador recibe cinco cartas, la siguiente se utiliza como carta extra. Los jugadores, no así el declarante, tienen que apostar un punto para mirar la carta extra. Los jugadores pueden realizar apuestas con o sin la carta extra —sin la carta es una apuesta más alta que con la carta—.
Variaciones que tienen que ver con la cantidad de cartas repartidas
- Sir Garnet o spare hand (mano de ahorro)

Sir Garnet es un método de juego por el que se reparte una mano de más de cinco cartas encima de la mesa boca abajo. Hasta que un jugador se apropia de esta mano extra, cada uno de los jugadores, cuando le toca el turno de apuesta, tiene la oportunidad de tomar las cartas y combinarlas con las suyas. De las diez cartas que posee en ese momento debe descartar cinco y está obligado a declarar Napoleón —ver Napoleón—.
- Nap mirón

Como en el método anterior, se reparte una carta extra encima de la mesa boca abajo y cada jugador, cuando le llega el turno de apuesta, puede, o no, mirar esa carta pero pagando un penique o ficha, si lo hiciera, al monto. Cuando todos los jugadores han apostado, el declarante tiene el privilegio de, si ha mirado, cambiar esa carta por una de las suyas. Si la apuesta fuese Nap —ver Napoleón— los demás jugadores tienen la oportunidad de mirar igualmente la carta.
- Nap de siete cartas

El sistema de juego es exactamente igual al Napoleón original solo que cada jugador recibe siete cartas y no está permitido una ronda de intercambio de cartas ni existe la opción de mirar alguna posible carta oculta. Las subasta se inicia en tres y puede llegar a siete, pasando por Nap —cinco cartas—, pagándose el doble a quien consigue esta última apuesta, el triple a quien consiga seis y cuádruple el «lote», es decir las siete cartas. En cuanto a Misère se encuentra justo después de Nap y se paga el doble a quien la consiga.  En otras de las variaciones del mismo juego los jugadores descartan dos cartas y se sigue jugando con normalidad.
El orden de la puja —en el juego— y de las apuestas —del dinero— junto a su bonificación y penalización —normalmente una por baza salvo que se diga lo contrario— es:
| Puja             | Apuesta | Bonificación                                            | Penalización                                     |
| Tres             | 3       | El declarante recibe tres puntos de cada jugador.       | El declarante paga tres puntos a cada jugador.   |
| Cuatro           | 4       | El declarante recibe cuatro puntos de cada jugador.     | El declarante paga cuatro puntos a cada jugador. |
| Nap o Sir Garner | 10      | El declarante recibe el doble de cada jugador.          | El declarante paga cinco a cada jugador.         |
| Misère           | 10      | El declarante recibe tres puntos de cada jugador.       | El declarante paga tres puntos a cada jugador.   |
| Seis             | 18      | El declarante gana el triple de puntos de cada jugador. | El declarante paga nueve a cada jugador.         |
| Siete            | 24      | El declarante gana el cuádruple de cada jugador.        | El declarante paga doce a cada jugador.          |

Variaciones que tienen que ver con un intercambio de cartas
- Écarté nap

Écarté nap —del francés Separado— es otra forma de apuesta que conlleva que la subasta llegue hasta Napoleón para usarla. Después del reparto, y antes de realizar cualquier apuesta, el dador le da a cada jugador cartas nuevas —como en el póquer— por cada carta que el jugador no quiera. Por cada carta, el jugador debe pagar una ficha al monto central. No pueden cambiar las cartas más de una vez por mano, pero pueden rechazar comprar cartas. Las cartas que se descartan no se enseñan a los demás jugadores y no se utilizan hasta la siguiente mano. Debido al número de cartas apartadas, este método es mejor utilizarlo cuando en la mesa hay sentados un máximo de cuatro jugadores, y por la misma razón, las apuestas deben de ser más fuertes que con el juego ordinario.